# Colobothea bicuspidata
Colobothea bicuspidata là một loài bọ cánh cứng trong họ Cerambycidae.